# シオヤアブ
シオヤアブ（塩屋虻、Promachus yesonicus）は、ハエ目（双翅目）ムシヒキアブ科に属する昆虫の1種。

## 概要
北海道から沖縄まで日本各地に分布する。成虫の体長は約23-30mm、オスの腹部先端には白い毛が密集しているが、メスには無い。
幼虫、成虫ともに捕食性で、特に成虫はコウチュウ目やチョウ目など幅広い昆虫を獲物とし、スズメバチやオニヤンマなどを襲うこともある。

## ギャラリー

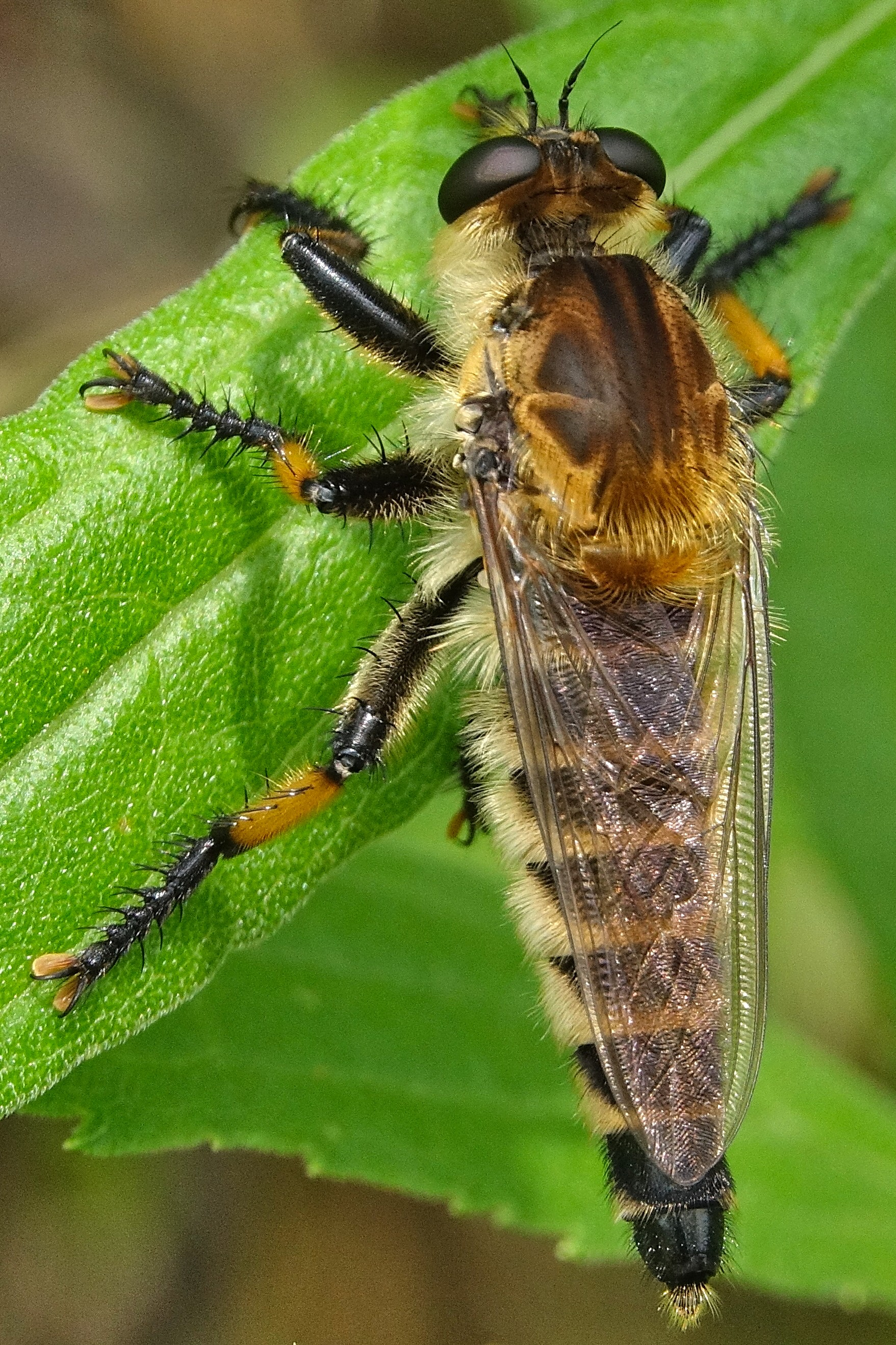
メス成虫（動画）
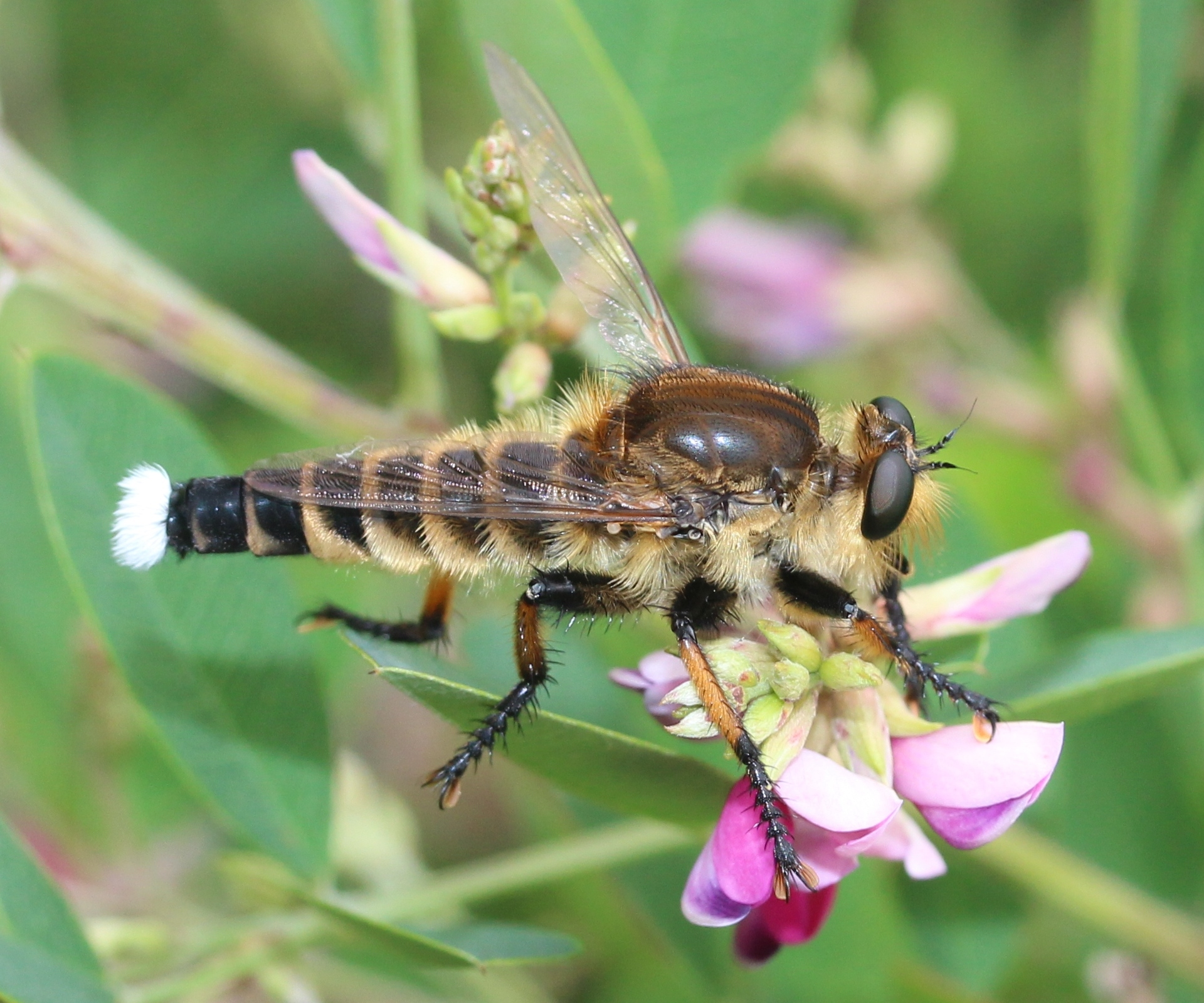
メス成虫
- オス成虫（動画）
- オス成虫